# Jimmy Reagan
Jimmy Reagan (São Francisco, Califórnia, 6 de julho 1891 -  1º de outubro de 1917) foi um pugilista americano, campeão mundial dos pesos-galos em 1909.

## Biografia
Começando a lutar no final de 1907, Reagan acumulou em seu primeiro ano como profissional sete vitórias, uma derrota para o futuro campeão dos leves Willie Ritchie e um importante empate contra seu grande nêmesis Monte Attell.
No início de 1909, Reagan tinha apenas 18 anos de idade e não mais do que um ano de carreira, quando tornou-se campeão mundial dos pesos-galos após derrotar nos pontos Jimmy Walsh. Em sua luta seguinte, no entanto, Reagan veio a perder para Monte Attell, em um eletrizante combate de 20 rounds, no qual ambos lutadores foram à lona por diversas vezes. Com a decisão a favor de Attell nos pontos, o breve reinado de apenas um mês de Reagan chegava ao fim.
Após perder seu título, ainda em 1909, Reagan tentou reavê-lo em uma revanche contra Attell, porém acabou sendo nocauteado em apenas quatro assaltos. Recuperou-se em meados de 1910, ao nocautear Peanuts Sinclair em uma importante luta. Todavia, terminaria o ano com uma amarga derrota por desqualificação para Gene McGovern.
Reagan iniciou 1911 com uma traumática derrota por nocaute para Mexican Joe Rivers, na qual foi à lona por seis vezes antes do árbitro interromper o combate. Após esse terrível revés, Reagan se recompôs com um empate contra o agora também ex-campeão dos galos Monte Attell.
Entre 1913 e 1915, derrotou Solly Salvadore em três ocasiões diferentes, além de vitória contra um já veterano ex-campeão mundial dos leves Battling Nelson. Então, a partir de 1916, sua carreira entrou em franco declíneo, com Reagan colecionando sucessivas derrotas.
O último resultado expressivo na carreira de Reagan, antes de sua aposentadoria, foi conseguir sobreviver ao então vigente campeão dos pesos-leves Benny Leonard, em um combate sem resultado oficial. Parou de lutar em 1919 com uma vitória sobre Walt Fanning, retornando ao ringue uma última vez em 1922.